# Mette Gravholt
Mette Bjorholm Gravholt (født 12. december 1984 i Egtved) er en tidligere dansk håndboldspiller, der spillede på det danske landshold.

## Klubkarriere
Gravholt startede med at spille håndbold som 5-årig i Egtved IF. Hun tog senere til Ikast Håndbold, efterfulgt af KIF Vejen.
Senere tog hun til Roskilde Håndbold i 1. Division. I 2007-08 sæsonen var hun topscorer i ligaen med 218 mål, hvilket fik Slagelse FH til at hente hende. Men på grund af klubbens finansielle problemer vendte hun samme sæson tilbage til Roskilde.

### TTH
I 2010 skrev hun kontrakt med Team Tvis Holstebro. Her nåede hun finalen af EHF Cuppen i 2011, som de tabte til ligarivalerne fra FC Midtjylland Håndbold. I 2013 vandt hun dette trofæ, hvilket var det første i klubbens historie.
I 2011-12 sæsonen var hun topscorer i Damehåndboldligaen, og i 2013-14 sæsonen var hun en del af ligaens all star hold.

### Viborg HK
I 2014-15 sæsonen spillede hun for Viborg HK.

### NFH
I 2015 tog hun til Nykøbing Falster Håndboldklub. Her var hun med til at vinde mesterskabet i 2017, hvilket var det første i klubbens historie. Gravholt blev ved samme lejlighed valgt til ligaens all-star hold.
I 2017 skrev hun kontrakt med Rumænske Dynamo Bukarest, men da klubben ikke formåede at rykke op i den bedste rumænske række, aflyste hun transferen, og indstillede karrieren.

### Comeback
I 2017 kom hun tilbage til håndboldbanen og skrev kontrakt med tyske Neckarsulmer Sport-Union. Hun forlod dog holdet allerede i februar 2018 grundet personlige årsager, og vendte hjem til Danmark, hvor hun skrev kontrakt med Team Esbjerg. Hun indstillede karrieren efter 2017-18 sæsonen.

## Landshold
Hun deltog ved EM i 2012, og spillede sig ved dette mesterskab sig for alvor ind på landsholdet. I sæsonen 11/12 blev hun den hidtil mest scorende spiller i en sæson med 204 scoringer. I 2013 var hun med til at vinde bronze medaljer ved VM i Serbien. Det var de første medaljer de danske kvinder havde vundet i ni år. Danmark slog Polen i bronzekampen 30-26.